# Mordellistena blandula
Mordellistena blandula är en skalbaggsart som beskrevs av Liljeblad 1945. Mordellistena blandula ingår i släktet Mordellistena och familjen tornbaggar. Inga underarter finns listade i Catalogue of Life.